# إيفان كيربا
إيفان كيربا (بالروسية: Кирпа, Иван Владимирович) مواليد 6 مارس 1978 في روسلافل، أوبلاست سمولينسك، روسيا، هو ملاكم محترف روسي يصنف ضمن فئة وزن الوسط.

## إحصائيات
خاض خلال مسيرته 25 نزالا، فاز في 24 ولم يتعادل وخسر في 1. فاز بالضربة القاضية في 15 نزالا.

## روابط خارجية
- إيفان كيربا على موقع بوكس ريك (الإنجليزية) (registration required)